# Abraxas (cavallo di Eolo)
Nella mitologia greca, Abraxas era uno dei cavalli di Eolo, il dio dei venti.

## Il mito
Eolo possiede un magico carro volante trainato da cavalli, di questi, solo i maschi sono uniti da una fune.
Secondo la tradizione più accreditata i loro nomi sono Bronte e Sterope. Igino, dal canto suo, sostiene che secondo Omero si chiamano Terbero e Abraxas, mentre per Ovidio i loro nomi sono Piroide, Eoo, Etone e Flegonte.

### Interpretazione e realtà storica
Anche se Igino cita Omero, non si è ben compreso da quale luogo di Omero egli tragga questa notizia, sempre che ci si riferisca all'Omero autore dei poemi epici.
Abraxas è l'unico fra i nomi citati ad essere sicuro. Bronte e Sterope sono anche i nomi di due ciclopi.